# Izeron
Izeron – miejscowość i gmina we Francji, w regionie Owernia-Rodan-Alpy, w departamencie Isère.
Według danych na rok 1990 gminę zamieszkiwało 570 osób, a gęstość zaludnienia wynosiła 33 osób/km² (wśród 2880 gmin regionu Rodan-Alpy Izeron plasuje się na 1083. miejscu pod względem liczby ludności, natomiast pod względem powierzchni na miejscu 637.).
Przez gminę przepływa rzeka Isère. 